# Christian Constantin
Christian Constantin (* 7. Januar 1957 in Martigny, Kanton Wallis) ist ein Schweizer Unternehmer, Architekt und ehemaliger Fussballtorhüter. Er ist Besitzer und Präsident des Schweizer Fussballclubs FC Sion. In den Medien wird er oft CC genannt.

## Fussball
Als Torhüter spielte Constantin von 1978 bis 1979 bei Neuchâtel Xamax und von 1979 bis 1980 beim FC Lugano. Seine Fussballerkarriere beendete er 1982 beim FC Monthey. Von 1992 bis 1997 war er erstmals Präsident des FC Sion, der unter seiner Präsidentschaft 1997 den Meistertitel und den Schweizer Cup gewann. Seit 2003 hat Constantin dieses Amt erneut inne.
Über Constantin wird international berichtet, da er mehrmals Auseinandersetzungen mit übergeordneten Verbänden wie der UEFA oder der FIFA hatte. So verglich er zum Beispiel Sepp Blatter mit Muammar al-Gaddafi. Constantin forderte im Oktober 2015 von der FIFA finanzielle Entschädigungen für Fussballvereine als Ausgleich für den Verkauf von TV-Vermarktungsrechten an Sportfunktionäre weit unter Preis. Im November 2015 berichtete er der Presse, dass das Gehalt des suspendierten FIFA-Präsidenten Blatter fast acht Millionen Euro betrage. Für den FIFA-Generalsekretär gab er ein Gehalt von fast fünf Millionen Euro an.
Gegenüber dem FC Sion wird ihm ein exzentrischer Führungsstil nachgesagt, einige Kritiker werfen ihm einen «diktatorischen» Stil vor. Er fiel durch häufige Trainerwechsel auf: Am 22. Februar 2011 entliess er mit dem Schweizer Bernard Challandes seinen 28. Trainer. Am 12. August 2016 gab Constantin als 37. Trainerwechsel die Trennung von Didier Tholot bekannt.
In einem Interview der NZZ bestätigte Constantin im August 2013, sich mit zwei bis vier Millionen Schweizer Franken im Jahr bei dem Sportklub zu engagieren. Seinen Anteil am Klubbudget gab er mit durchschnittlich zehn Prozent an. Für die bis anhin hohe Zahl an Spielerwechseln beim FC Sion machte Constantin die Bilanz der Transfers verantwortlich, die gemeinsam mit dem Sponsoring und dem Europacup die Finanzen des Sportklubs bestimmten. Für 2013 gab Constantin einen Transfer-Gewinn von 6,5 Millionen Euro an.
Nach einem Ligaspiel des FC Sion beim FC Lugano am 21. September 2017 griff Constantin den ehemaligen Schweizer Nationaltrainer und TV-Experten Rolf Fringer tätlich an. Fringer kündigte an, Strafanzeige wegen Körperverletzung einzureichen. Ende 2017 versöhnten sich die beiden.

### Manipulationsvorwürfe
Im März 2016 kam es in einem Spiel des FC Sion gegen Young Boys Bern zu einer Fehlentscheidung des Schiedsrichters Sascha Amhof. Constantin interpretierte die Fehlentscheidung als Spielmanipulation und gab nach dem Spiel an, gegen Amhof juristisch vorgehen zu wollen. Später bestimmte er eine Belohnung von 25 000 Schweizer Franken für Hinweise auf Fehlverhalten des Schiedsrichter-Teams. Constantin machte für die Fehlentscheidung eine Verschwörung gegen den FC Sion verantwortlich. Weil sein Angriff auf Schiedsrichter gegen die Verhaltensregeln des Schweizerischen Fussballverbands verstossen hatte, verhängte die Disziplinarkommission der Swiss Football League im April 2016 gegen Constantin eine Geldbusse von 5000 Franken.

## Bewerbung für Olympische Winterspiele 2026
Im Dezember 2014 gründete Constantin im Namen des FC Sion eine Gesellschaft, um die Olympischen Winterspiele 2026 in den Kanton Wallis zu holen. Im September 2015 reichte er bei der Kantonsregierung ein Dossier zur Bewerbung ein. Im November 2015 gab der Staatsrat des Wallis seine Unterstützung für die Bewerbung bekannt und eine betreffende Empfehlung an den Exekutivrat der Swiss Olympic Association. Die Kantone Wallis und Waadt bestätigten im Mai 2016 ihre gemeinsame Kandidatur für die Winterspiele 2026. Am 22. September 2017 trat Constantin als Vizepräsident des Olympia-Bewerbungskomitees zurück.

## Weiteres
Constantin stammt aus Ayent. Er gründete mit 22 Jahren sein Architekturbüro. Die Christian Constantin SA hat 40 Angestellte, der Umsatz seines Unternehmens soll 2012 gemäss Bilanz 150 Millionen Schweizer Franken, gemäss WOZ 270 Millionen Schweizer Franken betragen haben. 2014 wurde ein Umsatz von 250 Millionen Franken und ein Landbesitz im Wert von 2 Milliarden Franken angegeben.
Im Jahr 2020 wurde Constantins Vermögen vom Wirtschaftsmagazin Bilanz auf 325 Millionen Schweizer Franken geschätzt.
Er hat mit seiner ersten Frau ein und mit seiner zweiten Frau zwei Kinder. Ein Sohn, Barthélémy, ist Sportdirektor des FC Sion. Inzwischen lebt er geschieden. Er wohnt in Martigny.

## Veröffentlichungen
mit Philippe Dubath: Je voulais vous dire. Editions De L’Aire, 2018, ISBN 978-2-940586-20-2.